# Грабляускас, Виргиниюс
Виргиниюс Грабляускас (лит. Virginijus Grabliauskas, род. 21 июня 1972, Вильнюс) — советский и литовский шахматист, международный мастер (1994), гроссмейстер ИКЧФ (2010). Тренер ФИДЕ (2015).

## Биография
Выпускник факультета коммуникации Вильнюсского университета. С 1994 по 2004 год работал аналитиком в компании «ZPR International Inc.», с 2004 по 2007 год — финансовым аналитиком в компании «Investicijų portfelių valdymas». С 2008 года занимает пост директора Национальной шахматной лиги. Также является секретарём Литовской федерации заочных шахмат.
Чемпион Литвы 1997 г. Бронзовый призёр чемпионата Литвы 1990 г. (разделил 4—5 места, занявший 2-е место И. Луцкан выступал вне конкурса). Участник большого дележа 3-го места в чемпионате Литвы 1996 г.
Победитель командных чемпионатов Литвы 1992, 1993, 1995, 1997 и 2007 гг.
В составе сборной Литвы участник командного чемпионата Европы 1997 г., международного матча со сборной Латвии 2005 г.
Участник восьми Кубков европейских клубов: 1994 и 1995 гг. в составе вильнюсского клуба «Kaisė», 1996 г. в составе Вильнюсской шахматной школы, 2005, 2006 и 2007 гг. в составе «NSEL30», 2008 и 2009 гг. в составе «VŠŠSM».
Победитель опен-турнира в Бёблингене (1997 г., разделил 1—2 места с В. С. Эйнгорном).
В 1991 г. представлял Литву на юниорском чемпионате Европы.
С начала 2000-х гг. выступает в заочных соревнованиях. Главное достижение в игре по переписке в составе сборной Литвы: серебряная медаль 6-го командного чемпионата Европы (2004—2008 гг.).

## Основные спортивные результаты
| Год                  | Город                                                     | Соревнование                                              | + | − | = | Результат | Место         |
| -------------------- | --------------------------------------------------------- | --------------------------------------------------------- | - | - | - | --------- | ------------- |
| 1989                 | Клайпеда                                                  | Чемпионат Литовской ССР                                   | 4 | 1 | 8 | 8 из 13   | 4—5           |
| 1990                 | Клайпеда                                                  | Чемпионат Литвы                                           | 6 | 3 | 4 | 8 из 13   | 4—5           |
| 1991                 | Вильнюс                                                   | Чемпионат Литвы                                           |   |   |   | 5½ из 9   | 15—22         |
|                      | Ольборг                                                   | Юниорский чемпионат Европы                                | 3 | 3 | 3 | 4½ из 9   | 17—23         |
| 1992                 | Вильнюс                                                   | Чемпионат Литвы                                           |   |   |   | 5½ из 9   | 18—26         |
|                      | Рингстед                                                  | Юношеский международный турнир                            | 5 | 2 | 2 | 6 из 9    | 2—6           |
| 1993                 | Висбаден                                                  | Опен-турнир                                               | 6 | 2 | 1 | 6½ из 9   | 4—8           |
| 1994                 | Вильнюс                                                   | Чемпионат Литвы                                           | 5 | 2 | 6 | 8 из 13   | 5—6           |
| 1995                 | Вильнюс                                                   | Чемпионат Литвы                                           | 4 | 3 | 2 | 5 из 9    | 13—21         |
| 1996                 | Вильнюс                                                   | Чемпионат Литвы                                           |   |   |   | 6 из 9    | 3—9           |
|                      | Мартин                                                    | Чемпионат Словакии (вне конкурса)                         |   |   |   | 6½ из 9   | 4—12          |
|                      | Литомишль                                                 | Опен-турнир                                               |   |   |   | 5½ из 7   | 3—9           |
| 1997                 | Вильнюс                                                   | Чемпионат Литвы                                           |   |   |   | 7 из 9    | 1             |
|                      | Пула                                                      | Командный чемпионат Европы (сборная Литвы, ?-я доска)     | 3 | 2 | 4 | 5 из 9    |               |
|                      | Бёблинген                                                 | Опен-турнир                                               | 6 | 0 | 3 | 7½ из 9   | 1—2           |
| 1998                 | Вильнюс                                                   | Чемпионат Литвы                                           | 1 | 2 | 7 | 4½ из 10  | 7—8           |
| 1999                 | Вильнюс                                                   | Чемпионат Литвы                                           |   |   |   | 5½ из 9   | 6—11          |
|                      | Познань                                                   | Международный турнир                                      | 3 | 1 | 5 | 5½ из 9   | 2—3           |
| 2003                 |                                                           | Опен-турнир «Морской фестиваль»                           |   |   |   | 5½ из 7   | 2—4           |
| 2005                 | Лиепая                                                    | Матч Латвия — Литва (против Я. Я. Клована)                | 0 | 0 | 1 | ½ из 1    |               |
| 2009                 | Вильнюс                                                   | Чемпионат Литвы                                           | 4 | 5 | 2 | 5 из 11   | 7—8           |
| 2010                 | Вильнюс                                                   | Чемпионат Литвы                                           | 4 | 1 | 4 | 6 из 9    | 4—7           |
|                      | Львов                                                     | Мемориал Василишина                                       | 1 | 6 | 2 | 2 из 9    | 10            |
| 2016                 | Вильнюс                                                   | Чемпионат Литвы                                           | 4 | 4 | 1 | 4½ из 9   | 5—6           |
|                      | Паневежис                                                 | Международный турнир                                      | 1 | 2 | 6 | 4 из 9    | 6—7           |
| 2017                 | Вильнюс                                                   | Чемпионат Литвы                                           | 6 | 2 | 1 | 6½ из 9   | 5—7           |
| ЗАОЧНЫЕ СОРЕВНОВАНИЯ |                                                           |                                                           |   |   |   |           |               |
| 2004—2008            | 6-й командный чемпионат Европы (сборная Литвы, 2-я доска) | 6-й командный чемпионат Европы (сборная Литвы, 2-я доска) | 3 | 3 | 6 | 6 из 12   | Команда — 2-я |

## Изменения рейтинга
| Графики недоступны из-за технических проблем. См. информацию на Фабрикаторе и на mediawiki.org. |